# Las que tienen que servir (película)
Las que tienen que servir es una película española dirigida por José María Forqué en 1967, basada en la obra homónima del dramaturgo Alfonso Paso.

## Argumento
La película narra las peripecias de Juana Cortés (Concha Velasco) es una empleada del hogar que trabaja para un matrimonio estadounidense, los Stevens, junto a su compañera Francisca Pizarro (Amparo Soler Leal). El chalet en el que sirven dispone de toda clase de futuristas electrodomésticos. Juana tiene una aspiración: casarse con Antonio (Alfredo Landa), su novio de toda la vida. Por su parte, Francisca pretende conquistar a Lorenzo, el huevero (Manolo Gómez Bur). Antonio y Lorenzo deberán medirse con dos fornidos americanos para recuperar el amor y el respeto de sus amadas.
Se presentó y estrenó en el Festival Internacional de Cine de San Sebastián

## Reparto
| Intérprete        | Personaje             |
| ----------------- | --------------------- |
| Concha Velasco    | Juana                 |
| Amparo Soler Leal | Francisca             |
| Laura Valenzuela  | Lt. Sheila Gresham    |
| Manolo Gómez Bur  | Lorenzo de Soto       |
| Alfredo Landa     | Antonio Ponce de León |
| José Sazatornil   | Dr. Peter Puig        |
| Margot Cottens    | Mrs. Meg Stevens      |
| Lina Morgan       | Mari Loli             |
| Florinda Chico    | Doña Lola             |
| Álvaro de Luna    | Spencer               |
| William Layton    | Mr. Stevens           |
| King Black        | Marido de Doña Lola   |
| Charles Stalmaker | Nathan                |
| José María Tasso  | Músico                |